# Lexington (Nebraska)
Lexington – miasto w Stanach Zjednoczonych, w stanie Nebraska, siedziba administracyjna hrabstwa Dawson.